# آنا کراپر
آنا کراپر (انگلیسی: Anna Cropper؛ ‏ ۱۳ may ۱۹۳۸ – 	۲۲ ژانویه ۲۰۰۷) بازیگر اهل بریتانیا بود. وی بین سال‌های ۱۹۶۰ تا ۱۹۹۹ میلادی فعالیت می‌کرد.
از فیلم‌ها یا برنامه‌های تلویزیونی که وی در آن نقش داشته‌است، می‌توان به کرامول، آدمکشان میدسامر، خیابان کورونیشن و پوآرو اشاره کرد.